# Авария на шахте Сан-Хосе

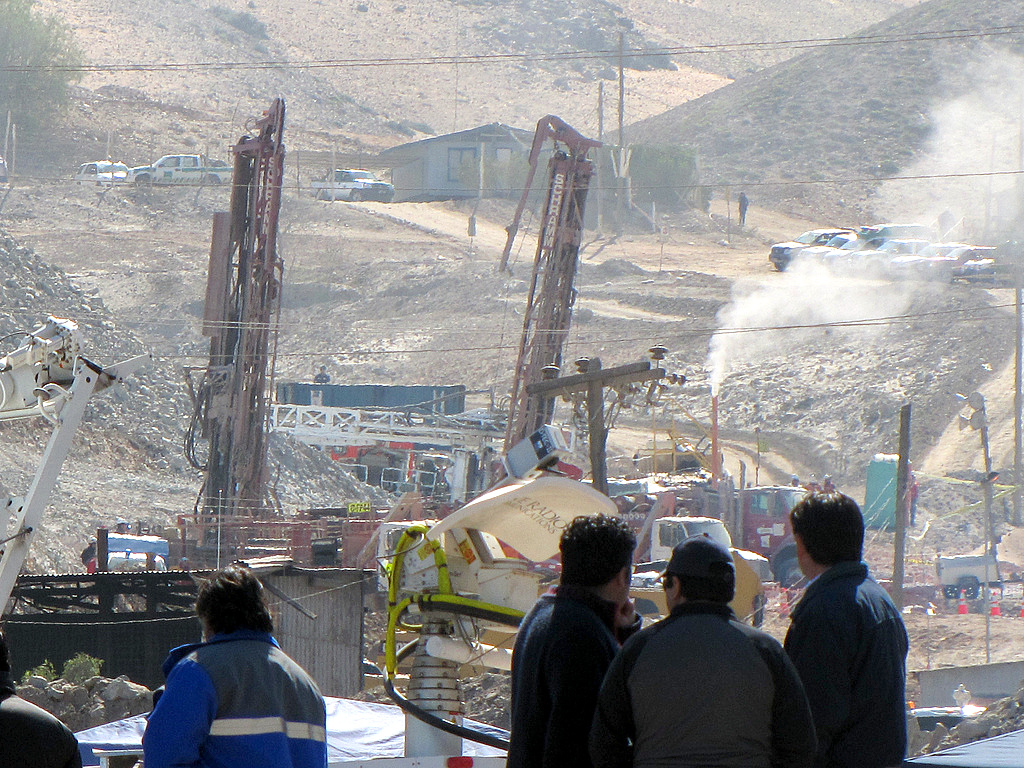
Шахта Сан-Хосе

5 августа 2010 года на шахте Сан-Хосе, близ Копьяпо, Чили, произошёл обвал породы. В результате аварии 33 горняка оказались замурованными на глубине около 700 м и примерно в 5 км от входа в шахту. Людям пришлось находиться под землёй в течение рекордных 69 дней.
Шахта Сан-Хосе расположена примерно в 45 километрах к северу от города Копьяпо, в одноимённой провинции на севере Чили. Шахта начала эксплуатироваться в 1889 году, там добывали медь и золото. В последние годы аварии на шахте привели по крайней мере к трём смертям. С 2004 по 2010 годы на владеющую шахтой компанию было наложено 42 штрафа за несоблюдение требований безопасности. Всего в районе пустыни Атакама находится 884 шахты, на которые приходится всего три инспектора.

Схема шахты, аварии и спасательной операции (глубина указана относительно уровня моря)

## Авария
Обвал произошёл 5 августа 2010 года в 14 часов местного времени, согласно отчёту владельца шахты, добывающей компании Empresa Minera San Esteban. Попытки спасения начались 6 августа под руководством чилийского министра Труда и Социального обеспечения Лоуренса Голборна, департамента Чили по добыче и дирекции SERNAGEOMIN (национальная служба геологии и добычи).
Изначально спасатели пытались проникнуть внутрь по вентиляционным шахтам, но они оказались также завалены. Попытки расчистить завалы с помощью тяжёлой техники вызвали новые обвалы, поэтому пришлось менять тактику и бурить вертикальные скважины в надежде найти выживших.
Поиски увенчались успехом — 22 августа спасатели подняли бур с запиской от горняков. Её зачитал лично президент Чили Себастьян Пиньера. Текст на клочке бумаги гласил:

 
Мы чувствуем себя хорошо и находимся в убежище, нас 33.
Оригинальный текст (исп.)Estamos bien en el refugio los 33.
— Вести.ру
Спасателям предстояло решить сложную проблему, так как до сих пор спасательных операций по извлечению горняков с такой большой глубины не проводилось. Ситуация осложнялась ещё тем, что шахтёры не проходили специальную подготовку для пребывания в длительной изоляции, которую проходят, например, космонавты.
Был разработан план спасения, на осуществление которого должно было уйти несколько месяцев (ожидалось, что шахтёров поднимут не ранее декабря): с помощью специального гидравлического бура проделывался шурф, внутри которого могла пройти спасательная капсула. Работы шли с опережением графика и были закончены 9 октября.
Пребывание шахтёров в подземном заточении и ход спасательных работ широко освещались средствами массовой информации.

## Спасение
Операция по спасению началась 12 октября 2010 года в 19:00 местного времени (22:00 UTC). Для спасения в шахту спустились шесть спасателей. Все 33 шахтёра были подняты менее чем за сутки. Шахтёров встречали родственники, а также президент Чили Себастьян Пиньера и президент Боливии Эво Моралес, сам бывший шахтёр. Спасение шахтёров обошлось Чили в 22 миллиона долларов.

## Дальнейшая судьба шахтёров
После спасения шахтеры сыграли в футбол с командой правительства Чили, но проиграли со счётом 9:2. В феврале 2011 шахтёры отправились в паломничество в Израиль.
Спустя год после спасения 15 из 33 шахтеров остаются без работы. Многие из них страдают от пневмокониоза, диабета и до сих пор не оправились от психологических травм, полученных в результате 69-дневного подземного заточения.

## В культуре
В августе 2015 года вышел фильм «33» («The 33») с Антонио Бандерасом в главной роли. Бюджет фильма 26 000 000 долларов.

### Изображения спасательной капсулы
- Открытая капсула, вид сбоку ABC News
- Вид сверху ABC News
- Капсула с человеком, вид сбоку The Daily Caller

### Фотографии
- Фотографии спасательной операции на Flickr